# Surrey Heat
Surrey Heat ist eine Basketballmannschaft aus Guildford in England. Die 1975 ursprünglich in Portsmouth als Southern Pirates gegründete Mannschaft verlegte bald ihren Sitz nach Guildford, wo sie bis 1982 spielten. Anschließend fand man den Weg nach Bracknell, wo man bis 2005 spielte und zunächst den Namen in Bracknell Tigers und schließlich in Thames Valley Tigers änderte. 2005 verlor der Eigentümer John Nike, der auch den Eishockey-Club Bracknell Bees, finanzierte das Interesse an den Tigers und gab die in der geschlossenen Profiliga British Basketball League (BBL) organisierte Franchise frei. Daraufhin fanden Unterstützer der Mannschaft in Guildford eine neue Spielstätte und die Mannschaft kehrte als Guildford Heat an ihren langjährigen Sitz zurück, wo sie seit 2012 als Surrey Heat spielen.

## Geschichte

### Pirates (1975 bis 1987)
Die 1975 in Portsmouth aufgestellte Mannschaft fand in Guildford eine geeignete Spielstätte und verlegte daraufhin ihren Sitz nach Surrey. Ohne dort größere Erfolge erzielt zu haben, zogen die Pirates schließlich 1982 nach Bracknell ins benachbarte Berkshire um.

### Tigers (1987 bis 2005)
1987 zählte man unter dem neuen Namen Tigers zu den Gründungsmitgliedern der geschlossenen Profiliga British Basketball League (BBL). In den ersten beiden Spielzeiten verlor man jeweils in den Play-offs gegen die schottische Mannschaft Murray BC aus Livingston, gewann aber 1989 den Ligapokal BBL Trophy gegen diesen Gegner im Finale sowie den National Cup, der ohne die schottischen Mannschaften ausgespielt wurde. In den folgenden Spielzeiten qualifizierte man sich weiterhin für die Play-offs und erreichte unter dem seit 1990 geführten Namen Thames Valley Tigers die Finalspiele in den Play-offs sowie im National Cup, die gegen die damals dominierende Mannschaft der Kingston Kings verloren gingen. Ein Jahr später erreichte man 1993 erneut das Play-off-Finale, das diesmal mit einem Punkt Unterschied gegen die Worthing Bears verloren ging. Dafür gewann man gegen die nach Guildford in die neue Halle „The Spectrum“ umgezogenen Kings erneut die BBL Trophy. Diesen Titel konnte man in den beiden folgenden Jahren verteidigen. Während man im Finale des National Cup 1994 gegen die Worthing Bears verlor, erreichte man die Play-offs der BBL als Erster der regulären Saison und stellte mit Nigel Lloyd den „Most Valuable Player“ (MVP) der Liga. In den Play-offs schied man jedoch überraschend gleich in der ersten Runde aus. Gleiches wiederholte sich im folgenden Jahr 1995, als man als Hauptrundenzweiter mit Ex-NBA-Profi Steve Bucknall gegen die Bears in der ersten Runde ausschied. Während man im Finale der BBL Trophy die Sheffield Sharks schlagen konnte, verlor man das Finale des National Cup gegen diesen Gegner, der auch die Play-offs der BBL gewann.
In der Saison 1995/96 schied man in Play-offs, Ligapokal und Pokalwettbewerb jeweils gegen die London Towers aus, die zwei dieser drei Wettbewerbe am Ende auch gewannen. Nachdem es 1996 schon nur zum achten Platz nach der regulären Saison gereicht hatte, verpasste man in der Saison 1996/97 die Play-offs um die Meisterschaft komplett. Erst 1998 qualifizierte man sich wieder für die Meisterschafts-Endrunde, in der man bis ins Finale einzog, das gegen die Birmingham Bullets verloren ging. Dafür gewann man das Finale im National Cup und holte sich den zweiten Titelgewinn in diesem Wettbewerb. Ein Jahr später stand man erneut im Play-off-Finale, das diesmal gegen die London Towers verloren ging. Nach einem Play-off-Erstrundenaus 2000 verpasste man in den beiden folgenden Spielzeiten die Play-offs komplett. In den drei folgenden Spielzeiten schied man dann jeweils in der ersten Runde der Play-offs aus. Anschließend verlor Eigentümer John Nike das Interesse und gab die Lizenz zurück.

### Heat (seit 2005)

Logo 2005 bis 2012

Die Unterstützer der Tigers wollten sich mit dem Ende der Mannschaft nicht abfinden und fanden an alter Wirkungsstätte in Guildford eine neue Halle mit „The Spectrum“, in der bereits die Guildford Kings von 1992 bis 1994 gespielt hatten. Die BBL bewilligte eine neue Lizenz und unter dem neuen Namen Guildford Heat führte man die Aktivitäten in der BBL fort. Im ersten Jahr überstand man immerhin die erste Play-off-Runde, was die Tigers seit 1999 nicht mehr geschafft hatten. Im Halbfinale verlor man jedoch gegen den späteren Titelträger Newcastle Eagles. Ein Jahr später gewann man die Regular Season der BBL und zog mit Co-MVP Brian Dux als Tabellenerster in die Play-offs ein, in denen man im Halbfinale den Scottish Rocks unterlag, gegen die man das Finalspiel im BBL Cup noch gewonnen hatte. Mit diesem Erfolg im Rücken verpflichtete man Altstar Tony Dorsey, in den 1990er Jahren zweimal MVP der BBL, und meldete für den ULEB Cup 2007/08, in dem man jedoch alle zehn Vorrundenspiele meist hoch verlor, zumal man im November 2007 Brian Dux verlor, der nach einem Autounfall und mangelnder Erstversorgung vermutlich bleibende gesundheitliche Schäden erhielt. Die Niederlage mit dem geringsten Punktunterschied bezog man bei der 71:80-Heimniederlage mit neun Punkten gegen den deutschen Vertreter ALBA Berlin. In der nationalen Meisterschaft zog man 2008 dann als Zweiter in die Play-offs, in denen man im Finale die Milton Keynes Lions schlug und erstmals in der Geschichte die Meisterschafts-Play-offs der BBL gewann. Mit der BBL Trophy konnte man in diesem Jahr gleich den zweiten Titel feiern. Ein Jahr später verlor man diesen Titel in einer Neuauflage des Finalspiels wieder an die Newcastle Eagles und schied zudem als Titelverteidiger gleich in der ersten Runde der Play-offs aus.
In der Saison 2009/10 verpassten die Heat die Play-offs komplett. In der Saison darauf wechselte man in die Halle Surrey Sports Park und verlor in der Spielzeit 2010/11 das Finalspiel der BBL Trophy gegen die Mersey Tigers, die auch die Play-offs gewannen, in denen die Heat wie auch ein Jahr später in der ersten Runde ausschieden. 2012 wechselte man dann den Namen der Franchise in Surrey Heat und gab sich ein neues Logo. Als Tabellenvierter der Spielzeit 2012/13 überstand man diesmal die erste Play-off-Runde zum ersten Mal seit dem Gewinn 2008, verlor aber im Halbfinale gegen Titelverteidiger Newcastle Eagles.

### Surrey Scorchers (seit 2015)
Seit 2015 ist der neue Name Surrey Scorchers.